# Parachironomus kuzini
Parachironomus kuzini är en tvåvingeart som beskrevs av Shilova 1969. Parachironomus kuzini ingår i släktet Parachironomus och familjen fjädermyggor. Inga underarter finns listade i Catalogue of Life.